# 봄산에
"봄산에"(To The Spring Mountain)는 한국에서 제작된 이지행 감독의 2001년 드라마 영화이다. 문소리 등이 주연으로 출연하였다.

## 출연

### 주연
- 문소리
- 이승옥
- 이계영

## 기타
- 프로듀서: 김동환
- 동시녹음: 이태규
- 미술: 장정숙
- 조감도: 정수진